# Magnum (musicien)
Pour les articles homonymes, voir Magnum.
Magnum (de son vrai nom Sami Wolking, né le 15 août 1973 à Rovaniemi) est un bassiste de hard rock mélodique surtout connu pour avoir été membre du groupe finlandais Lordi.
Il est le prédécesseur de Kalma dans le groupe; il apparait dans le premier clip de Lordi Would You Love a Monsterman ?. Quand le groupe Lordi commença à être connu, tous les membres devaient se consacrer à la musique à plein temps et Magnum ne pouvait travailler à plein temps, c'est pour cette raison qu'il est parti.
Magnum joue actuellement dans un groupe de rock nommé Naked Idol en tant que bassiste. 
Ses anciens groupes : 
- NoRoses
- Lordi

Groupe actuel : 
- Naked Idol